# Escourgeon

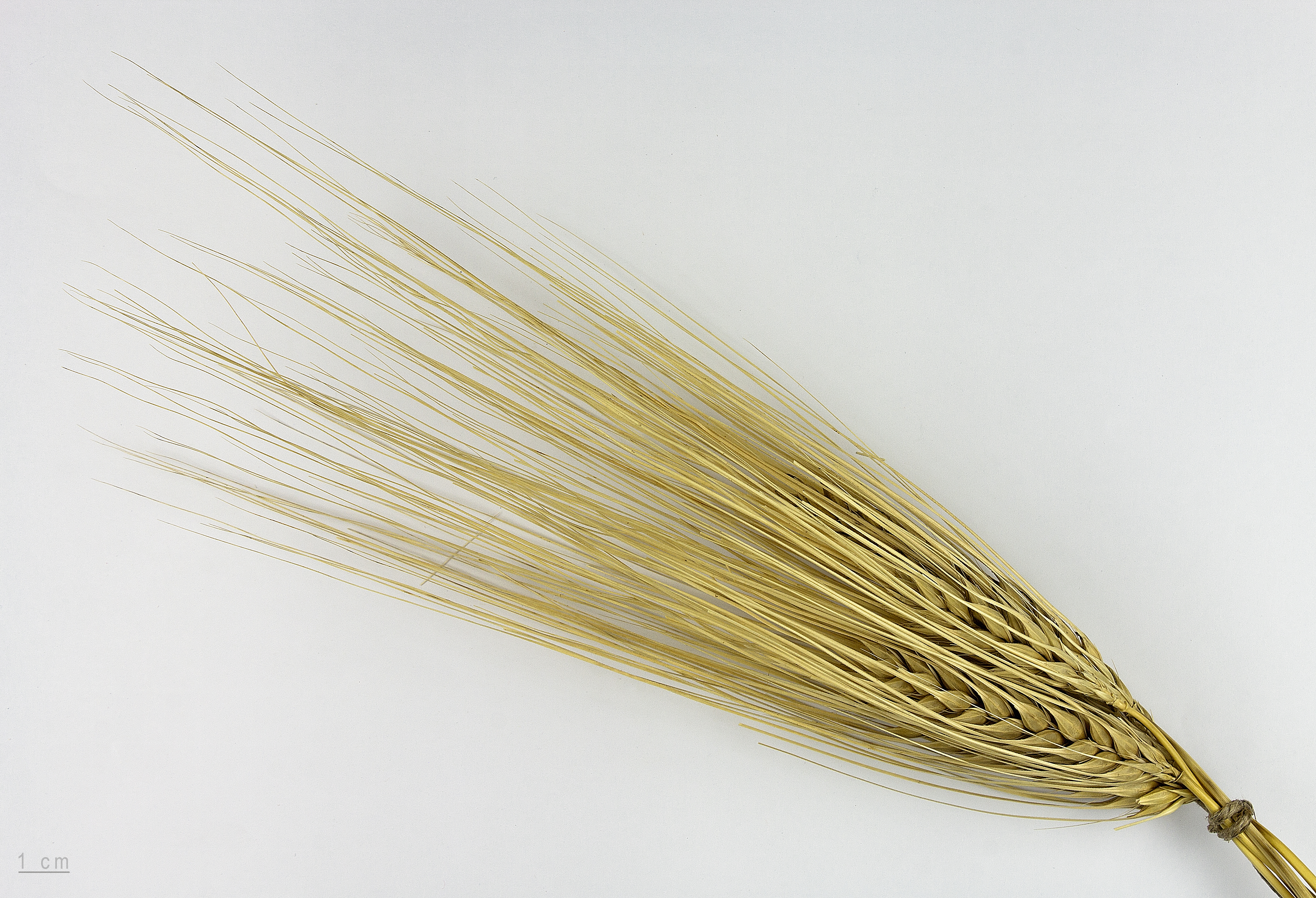
Hordeum vulgare subsp. hexastichum - Muséum de Toulouse.

Hordeum vulgare subsp. hexastichum
Sous-espèce
Classification phylogénétique
L'escourgeon, appelé aussi orge d’hiver à six rangs, sucrion ou soucrillon, est une plante annuelle de la famille des Poaceae (gramineae), cultivée aujourd'hui souvent comme céréale à paille. C’est une sous-espèce de l’orge commune dont les épis comptent six rangées de grains. On dit orge à six rangs, par opposition aux orges à deux rangs qui peuvent être de printemps ou d'hiver.

## Classification et description, histoire sommaire et appellation
Classée comme une espèce distincte par Carl von Linné sous le nom de Hordeum hexastichon L., elle est aujourd’hui considérée comme une simple sous-espèce de l’orge commune Hordeum vulgare. L'escourgeon a des grains plus petits que l'orge commune.
Elle est cultivée depuis la Préhistoire, elle n'est plus guère observable à l'état sauvage. L’orge à six rangs était la variété d’orge la plus cultivée dans l’Antiquité. On en a retrouvé des épis dans les tombeaux des pharaons. 
Autrefois[Quand ?], l'escourgeon semé à 2 hectolitres par hectare en hiver était valorisé comme céréale à grain par l'assolement biennal pratiquée dans les provinces méridionales de France. On l'appelait aussi "orge de prime" parce qu'elle était récoltée dès le mois de juin. Ce fait permettait aux pauvres paysans de disposer de sa farine panifiable, en raccourcissant la difficile "période de soudure". Mais souvent aussi, l'escourgeon semé dru, à raison de trois hectolitre à l'hectare, était coupé au vert au printemps, avant que les épis ne se développent et durcissent. Il ne fallait en effet pas que ce fourrage blesse la bouche des animaux, en particulier des chevaux qui en raffolaient. Une ou deux autres coupes en vert pouvaient être effectuées après un temps de latence favorisant la repousse. C'est pourquoi l'escourgeon était encore dénommé parfois "chevalin".
Le mot masculin originel "secourgeon" (sic) est attesté dans un texte picard en 1268, il proviendrait d'une racine obscure du Nord de l'Europe atlantique selon Albert Dauzat. On écrit aussi parfois écourgeon. 
L'escourgeon se distingue parfaitement des orges d'hiver et des orges de printemps, ces deux dernières cultures différentes étant plus exigeantes et souvent moins préférées par les agriculteurs de nos jours. Au début des années 1990, la province lorraine en produisait environ 300 000 tonnes, soit trois fois moins que les blés tendres, une moitié de plus que l'orge d'hiver et six fois plus que l'orge de printemps.

## Moisson
À un même lieu en France métropolitaine, l'escourgeon se moissonne en général, quelques semaines avant les blés et les orges, de début Juin à la mi-Juillet, du sud au nord de la France.
C'est une culture plutôt fourragère que brassicole. Elle est dite bas intrant car les besoins nutritifs tout au long de son cycle cultural se manifestent par de faibles apports d'engrais, pour un rendement à l'hectare allant de 65 à 95 quintaux du sud au nord de la France.
Concernant la valorisation économique de cette culture, elle ne prend pas en compte uniquement le prix du marché à la tonne de grain produite.  Le taux de protéines (norme environ 10%) contenu dans le grain et le poids spécifique (correspondant au poids de grain contenu dans un volume de 100 litres) sont des indicateurs de qualité qui doivent être les plus élevés possible. Le poids spécifique varie de 55 à 75 kilogrammes pour 100 litres de volume.
En deçà de ces normes, des pénalités distribuées à la livraison peuvent affecter le revenu attribué aux agriculteurs.

## Utilisation
Cette orge est surtout employée en alimentation animale, soit sous forme de grains, éventuellement broyés et incorporés dans des aliments complets, soit sous forme de fourrage, la plante étant alors cultivée comme fourrage annuel et fauchée avant maturité.
Ces grains servent aussi à la fabrication de boissons (bière, whisky,..).
On utilise aussi sa paille pour le bourrage des bosses de Gilles de Binche en Belgique à l'occasion du carnaval.

## L'escourgeon dans les îles écossaises
L'orge à six rangs est encore très présente dans les Orcades en Écosse, et à moindre échelle aux Shetlands et dans les Hébrides extérieures. Adaptée aux sols acides, elle a une croissance rapide bénéficiant des longues durées d'ensoleillement caractéristiques de l'été dans ces régions nordiques. Dénommée Bere, elle y est encore consommée régulièrement sous forme de galettes épaisses (bannock), de pains ou de biscuits.
Les grains transformés en malt sont utilisés également en brasserie, mais moins que l’orge de printemps, et surtout pour préparer des bières de fermentation haute. Présente sur l'île d'Islay, elle y sert à la fabrication du whisky.

## Calendrier républicain
L'escourgeon était le nom donné au 4e jour du mois de fructidor du calendrier républicain français, et le sucrion celui donné au 7e jour du même mois, généralement chaque 21 août puis 24 août du calendrier grégorien.